# Pitones, circos y escarpaduras de la isla de Reunión
Los Pitones, circos y escarpaduras de la isla de Reunión designan un «bien natural» de La Reunión, departamento de ultramar francés en el suroeste del océano Índico, inscrito desde 2010 en la lista de Patrimonio de la Humanidad de la Unesco. La superficie clasificada corresponde a la zona central del parque nacional de La Reunión y a un 40 % de la isla.
El expediente de la candidatura fue presentado por el parque nacional de La Reunión, siendo la Unión Internacional para la Conservación de la Naturaleza el organismo encargado de la valoración del proyecto.

## Anexos
- Parc national de La Réunion (Wikipedia en francés).
- Anexo:Patrimonio de la Humanidad en África